# دومونیک سیمون
دومونیک سیمون (انگلیسی: Domonique Simone؛ زاده ۱۸ ژوئن ۱۹۷۱) یک بازیگر پورنوگرافی اهل ایالات متحده آمریکا است.